# Fannia borealis
Fannia borealis är en tvåvingeart som beskrevs av Chillcott 1961. Fannia borealis ingår i släktet Fannia och familjen takdansflugor.
Artens utbredningsområde är Alberta. Inga underarter finns listade i Catalogue of Life.